# 寵物先生
寵物先生（ミスターペッツ）は台湾の推理作家。台湾推理作家協会会員。本名は王建閔（おう けんびん）。

## 来歴
- 2006年 - 第4回人狼城推理文学賞（現・台湾推理作家協会賞）で短編「名為殺意的觀察報告」が最終選考に残る。
- 2007年 - 短編「犯罪紅線」で第5回の同賞を受賞。
- 2008年 - 初の単行本（連作短編集）『吾乃雑種』を出版。
- 2009年 - 『虚擬街頭漂流記』で第1回島田荘司推理小説賞を受賞、台湾・中国・日本・タイでの刊行が決まる

大学一年生の時に西村京太郎の『殺しの双曲線』と高木彬光の『刺青殺人事件』を読み、人を感動させる推理小説を一生追求していこうと心に決める。島田荘司や東野圭吾などの日本の本格推理小説を愛好している。
台湾での筆名は寵物先生（チョンウーシエンセン）で、「寵物」はペットという意味、「～先生」は「～さん」という敬称に当たる。日本ではそれをそのまま英語に訳した「ミスター・ペッツ」という筆名を使っていた。2010年4月、島田荘司推理小説賞受賞作『虚擬街頭漂流記』の日本語訳刊行にあたって、日本でのペンネームの表記は寵物先生（振り仮名：ミスターペッツ）に統一された。

## 日本語訳作品
単行本
- 虚擬街頭漂流記（きょぎがいとうひょうりゅうき） （訳：玉田誠、2010年4月、文藝春秋、ISBN 978-4-16-328960-1）（原題：虚擬街頭漂流記（2009））

短編
- 彷徨えるマーク・ガッソン （訳：玉田誠、光文社『ジャーロ』2011年春号（2011年3月）） - 台湾では未発表

## 作品リスト
単行本
- 『吾乃雑種』（明日工作室、2008年3月） - ロボット三原則にまつわる事件を描く連作短編集。2編収録。
  - 特斯拉之死
  - 吾乃雑種 - 第1回浮文誌新人賞（日本の文芸誌『ファウスト』（講談社）が主催するファウスト賞の台湾版）2次選考通過作品
- 『虚擬街頭漂流記』 - 長編
  - 台湾版 （皇冠文化、2009年8月） ISBN 978-957-33-2570-3
  - 中国版 （当代世界出版社、2009年11月） ISBN 978-7-5090-0566-8
- 『追捕銅鑼衛門：謀殺在雲端』（讀癮出版、2013年11月） - 長編　ISBN 978-986-88-8337-6
- 『S.T.E.P.』（皇冠文化、2015年3月） - 陳浩基と共著　ISBN 978-957-33-3139-1

アンソロジー・雑誌等収録短編
- 名為殺意的観察報告
  - 『魅影殺機』（明日工作室、2006年4月） - 第4回人狼城推理文学賞入選作品集
  - 『台湾推理作家協会傑作選2』、2008年3月
  - インターネットサイト「台灣推理夢工廠」でも公開中
- 犯罪紅線
  - 『誘殺』（明日工作室、2007年3月） - 第5回人狼城推理文学賞入選作品集
  - インターネットサイト「台湾推理夢工廠」でも公開中
- 凍夏殺機
  - 『自由時報』夏季特別号 2009年7月3日－7月5日
- 長腿叔叔online
  - 『台灣推理作家協會會訊2012』（台湾推理作家協会、2012年8月）
  - 『歧路島』創刊号（台湾推理作家協会、2014年5月）
- 奪命交叉點
  - 『自由時報』夏季特別号 2013年7月19日－7月21日
- 桔梗之夏
  - 『自由時報』夏季特別号 2014年7月11日

## エッセイ・その他
島田荘司推理小説賞の受賞以前から、日本の推理小説関連ムックなどに台湾ミステリーについての記事を寄稿していた（中国語で書いたものを訳者が翻訳している）。
台湾ミステリーの紹介
- 台湾ミステリー事情2007 （『本格ミステリー・ワールド 2008』南雲堂、2007年12月） - ミスター・ペッツ名義
- 台湾ミステリー事情2008 （『本格ミステリー・ワールド 2009』南雲堂、2008年12月） - ミスター・ペッツ名義
- 受賞のことばと2009年台湾ミステリーの発展 （『本格ミステリー・ワールド 2010』南雲堂、2009年12月） - 寵物先生（振り仮名：ミスター・ペッツ）名義

その他
- 都市の詩情 - 島田荘司『摩天楼の怪人』（創元推理文庫、2009年5月）の解説 - ミスター・ペッツ名義